# Друга Фундація
«Друга Фундація» — науково-фантастичний роман американського письменника Айзека Азімова, третій роман серії «Фундація», п'ятий роман в хронології Всесвіту серії. Роман вперше вийшов 1953 року у видавництві «Gnome Press».
Частина перша «Пошуки веде Мул» (англ. Search by the Mule) вперше вийшла 1948 року в січневому випуску «Astounding Sience Fiction» під назвою «Тепер вам це зрозуміло» (англ. Now You See It…).
Частина друга «Пошуки веде Фундація» (англ. Search by the Foundation) вперше вийшла у 1949–1950 роках у грудневому та січневому випусках «Astounding Sience Fiction» під назвою «…Але не до кінця» (англ. …And Now You Don't).
Початкові назви повістей є цитатою Першого Оратора з глави 6 роману «Фундація».

## Сюжет

### Частина 1: Пошуки веде Мул
Декілька років Мул править своєю імперією, що включає колишні світи Першої Фундації, зі своєї столиці на планеті Калган. Він розуміє, що Друга Фундація веде підривну роботу і намагається знайти її, але його генерал Хен Прітчер, який ментально підлеглий йому, щоразу зазнає невдач у пошуках. Про місце знаходження Другої Фундації Мулу відомі тільки слова Гарі Селдона, що вона повинна знаходитися «на іншому кінці галактики, там де закінчуються зірки». Перший спікер Другої Фундації вирішує «допомогти» Мулу знайти її.
Мул дає Прітчеру на допомогу молодого і енергійного аристократа Бейла Ченніса, який не є «навернений» Мулом. Саме це, на думку Мула, дозволить Бейлу знайти Другу Фундацію. Бейл досить швидко виявляє туманність видиму тільки з поверхні Трантору і припускає, що планета Тазенда (гра слів англ. Star's End — Tazenda) і є місце розташування Другої Фундації. Прітчер і Ченніс вирушають на Россем, сільськогосподарську планету під управлінням Тазенди.
Прітчер викриває Ченніса як агента Другої Фундації. На Россем прибуває Мул, який починає ментальний поєдинок з Ченнісом. Мул, розповівши, що його флот вже знищив поверхню Тазенди, виявляється сильнішим і вгризається у свідомість Ченніса. Ченніс проти волі розкриває, що місце розташування Другої Фундації — не Тазенда, а Россем.
Мул збирається прикликати кораблі, але з'являється Перший Спікер, який пояснює, що Ченнісу вселили цей факт і що місце розташування Другої Фундації досі є загадкою. Хоча навіть Перший Спікер не може зрівнятися з ментальними здібностями Мула, йому вдається ввести його в депресію пояснивши, що на шляху до Калгану — корабель з агентами Другої Фундації, які здіймуть там заколот. Під час вагань Мула, Перший Спікер пробиває його захист і навіює Мулу думку повернувся на Калган і правити справедливо до своєї смерті. Ченнісу повертають його особистість.

### Частина 2: Пошуки веде Фундація
Минуло 60 років. Після смерті Мула союз його планет розпався і Перша Фундація повертає собі владу. Група змовників намагається знайти і знищити Другу Фундацію, вважаючи нестерпною думку про те що вони є лише її маріонетками. Змовників очолює доктор Торан Дарелл, син Байти Дарелл і один з передових дослідників у галузі електроенцефалографії. За допомогою цієї технології, вони дізналися що людину, яка знаходиться під впливом Другої Фундації можна виявити за так званим «плато маріонетки», характерному показнику діяльності мозку.
Щоб знайти місце розташування Другої Фундації, змовники посилають нервового Хоміра Мунна, найбільшого колекціонера «муліани», на Калган, щоб обшукати палац Мула. Дочка Торана Аркадія підслуховує розмову і прокрадається на корабель Мунна, щоб взяти участь у пригоді. На Калгані, місцевий повелитель, який вважає себе спадкоємцем Мула, дає Мунну доступ до палацу, вважаючи що пошуки Мунна приведуть до доказу його думки що саме він повинен заснувати Другу імперію, а не Фундація. Коли Мунн цього не знаходить, то його заарештовують. Аркадія тікає на Трантор за допомогою коханки правителя і пари фермерів з Трантору.
Тим часом правитель Калгану починає бойові дії проти Фундації. Стратегічне розташування Калгану дозволяє його флоту перемогти у багатьох битвах. Дізнавшись про це, Аркадія переконує фермера Прима Пелвера полетіти на Термінус, щоб привезти продукти і передати батькові Аркадії послання. У вирішальній битві, флот Фундації завдає нищівної поразки флоту Калгану. Остання велика війна Фундації закінчується.
Торан Дарелл отримує повідомлення дочки і просить її повернутися додому. Правитель Калгану відпускає Мунна. Торан Дарелл збирає всіх змовників, щоб повідомити, що виявив Мунн. Той стверджує що ніякої Другої Фундації немає і ніколи не було. Молодий учений Пеллеас Антор сумнівається в цьому і зауважує що характер Мунна зазнав значних змін відтоді, як він відлетів на Калган, включаючи те що нервовий Мунн раптом став впевненим у собі і більш не заїкається. Перевіривши його, змовники виявляють в електроенцефалограмі Мунна «плато маріонетки». Антор оголошує, що виявив місце розташування Другої Фундації — на Калгані. Дарелл ж сумнівається і стверджує що це він знає де знаходиться Друга Фундація — на іншій планеті. Дарелл показує всім пристрій, який генерує ментальні перешкоди, що не дозволяють агентам Другої Фундації впливати на інших в полі дії пристрою. Потім він включає пристрій на повну потужність, змушуючи Антора схопитися за голову і корчитися від болю, видаючи в ньому агента Другої Фундації.
Дарелл розповідає, що місце розташування Другої Фундації виявила Аркадія, і передала його батькові за допомогою повідомлення — «у кільця немає кінця». З цього випливає, що Друга Фундація, начебто заснована «на іншому кінці Галактики», знаходиться на Термінусі, там же, де і Перша Фундація, адже Галактика є круглим об'єктом, край якого замкнутий. Допитаний Антор підтверджує цю здогадку і видає імена всіх 50-и членів Другої Фундації на Термінусі. Після нейтралізації всіх її членів, Торан Дарелл починає сумніватися в тому, як Аркадія здогадалася про географічне місце Другої Фундації, підозрюючи втручання в її свідомість. Перевіривши її електроенцефалограму, він не виявляє плато і заспокоюється.
Насправді все це було підлаштовано Другою Фундацією за багато років до народження Аркадії, психіка якої була штучно сформована, щоб вона в потрібний момент «здогадалася» про її місце розташування. Перша Фундація повинна була бути впевненою у знищенні Другої. Тільки тоді план Селдона міг поновитися. Заради цього довелося пожертвувати 50-ма агентами на Термінусі. Перший Спікер розповідає своєму учневі, що головна причина, з якої ніякий член Першої Фундації не може виявити справжнє місце розташування Другої — інший склад розуму. Адже Перша Фундація складалася з учених-фізиків, а не психоісториків, які не звикли бачити все з соціальної точки зору. Друга Фундація дійсно розташована на іншому кінці спіралі Галактики — на Транторі, адже там знаходилася верхівка влади і соціальна еліта. Також розкривається ім'я Першого Спікера — Прим Палвер.

## Переклади українською
- Айзек Азімов. Друга Фундація / Переклад з англійської: Р. В. Клочко. — Х. : КСД, 2017. — 224 с. — (серія «Фундація» № 3). — ISBN 978-617-12-3925-0.